# Jan Lasota
Jan Lasota (ur. 22 lutego 1883 w Bystrzycy, zm. 15 listopada 1973 w Jaworzu) – polski duchowny ewangelicko-augsburski, działacz społeczny i polityk komunalny na Śląsku Cieszyńskim, związany głównie z Jaworzem.

## Życiorys
Był synem Jana, robotnika huty trzynieckiej, i Zuzanny z domu Widenka. W 1909 ukończył studia teologiczne w Wiedniu. Ordynowany na duchownego luterańskiego 15 maja 1910, pracował jako duszpasterz najpierw w Morawskiej Ostrawie, a w 1910 został proboszczem w Jaworzu i posługę tę pełnił do 1932. W latach 1929–1932 sprawował ponadto urząd wójta gminy Jaworze.
Był współzałożycielem wielu polskich narodowych i kulturalno-oświatowych jaworzyńskich organizacji m.in. Macierzy Szkolnej. Inicjator założenia polskiej prywatnej szkoły ludowej w Jaworzu Średnim. W 1919 był uczestnikiem akcji plebiscytowej.
W 1932 odszedł do Czechosłowacji, służąc tam w Augsburskim Kościele Ewangelickim na Śląsku Wschodnim w Czechosłowacji jako katecheta w Czeskim Cieszynie.
Był redaktorem tygodnika "Ewangelik".
W czasie II wojny światowej był aresztowany z powodu działalności narodowo-politycznej. 1 września 1939 zmuszony do opuszczenia Jaworza. Ukrywał się u ks. pastora Kisiały w Cieszynie. 24 kwietnia 1940 aresztowało go gestapo. Osadzono go w więzieniu w Cieszynie. Był więźniem obozu koncentracyjnego w Skrochovicach oraz KL Dachau i KL Mauthausen-Gusen. Zwolniono go 5 września 1940.
W latach 1945–1961 pracował znów w Jaworzu, gdzie od 1945 był administratorem, a od 1951 proboszczem. W 1961 przeszedł na emeryturę. Jego następcą na stanowisku proboszcza w Jaworzu był ks. radca Ryszard Janik.